# Sandra Völker
Sandra Völker (Lubecca, 1º aprile 1974) è un'ex nuotatrice tedesca.
Specializzata nello stile libero e nel dorso, ha vinto tre medaglie ai Giochi olimpici di Atlanta 1996.

## Palmarès
- Giochi olimpici

Atlanta 1996: argento nei 100m sl, bronzo nei 50m sl e nella 4x100m sl.
- Mondiali

Perth 1998: argento nei 50m sl e nella 4x100m sl e bronzo nei 100m dorso.
Fukuoka 2001: oro nella 4x100m sl, bronzo nei 50m sl e nei 100m sl.
Barcellona 2003: argento nella 4x100m sl.
- Mondiali in vasca corta

Rio de Janeiro 1995: bronzo nei 50m sl e nei 100m sl.
Göteborg 1997: oro nei 50m sl, argento nei 100m sl e nella 4x100m sl.
Hong Kong 1999: oro nei 50m dorso e argento nei 100m sl.
Atene 2000: oro nei 100m dorso, argento nei 50m sl, nella 4x100m sl e nella 4x100m misti.
- Europei

Sheffield 1993: oro nella 4x100m misti e bronzo nei 100m dorso.
Siviglia 1997: oro nei 100m sl, nella 4x100m sl e nella 4x100m misti, argento nei 50m sl e bronzo nei 100m dorso.
Istanbul 1999: oro nei 50m dorso, nei 100m dorso e nella 4x100m sl, argento nella 4x100m misti e bronzo nei 100m sl.
Berlino 2002: oro nella 4x100m sl e nella 4x100m misti, argento nei 50m dorso e nei 100m dorso.
Madrid 2004: bronzo nei 50 sl.
- Europei in vasca corta

Gelsenkirchen 1991: oro nei 50m dorso e nella 4x50m misti.
Espoo 1992: oro nei 50m dorso e nella 4x50m misti.
Gateshead 1993: oro nei 50m sl, nei 50m dorso e nella 4x50m misti e argento nella 4x50m sl.
Stavenger 1994: oro nei 50m sl, nei 50m dorso, nella 4x50m sl e nella 4x50m misti.
Rostock 1996: oro nei 50m sl, nei 100m sl, nei 50m dorso, nella 4x50m sl e nella 4x50m misti, argento nei 50m farfalla e nei 100m farfalla.
Sheffield 1998: oro nei 50m dorso, nei 100m dorso, nella 4x50m sl e nella 4x50m misti.
Lisbona 1999: oro nei 50m dorso, argento nella 4x50m sl e nella 4x50m misti e bronzo nei 100m sl.
Dublino 2003: argento nella 4x50m misti e bronzo nella 4x50m sl.
- Europei giovanili

Leeds 1992: bronzo nei 100m dorso e nei 200m dorso.
- Vincitrice della Coppa del Mondo di dorso nel 1995